# Grape fruit
『grape fruit』（グレープフルーツ）は、かつて新書館が発行していた、少女漫画を中心とする雑誌（ムック）。『ペーパームーン』別冊号として、1981年7月に創刊。第2号より第5号まで季刊。第6号から隔月刊・偶数月10日発売。1988年発行の第39号をもって休刊した。
カバーつきの豪華仕様で、最初のページにのり付けされた折り込み式のポスターがついていることもあり、続けて、著名作家により描かれたテーマ別イラストが数ページ掲載されていた。
バックナンバーが常に大書店に取りそろえてあり、第2号以降の号は、比較的容易に入手可能な状態で販売されていた。
第3号、第4号では、急逝した漫画家、 花郁悠紀子の追悼記事が組まれていた。
別冊に、『ヒロイン＆ヒーロー』（1984、1988）がある。1984年版は「歴史」をテーマにした増刊号であった。1988年版は「愛の伝説篇」と題した増刊号で、本誌の番外篇なども掲載された、事実上の最終号であった。構成は本誌とほぼ同じであった（1988年版はカバーつきであった）。

## 表紙作家
- 第1号 - 第2号、第4号、第6号、第11号、第16号、第19号：萩尾望都
- 第3号 、第7号、第10号、第17号：大島弓子
- 第8号、第12号、第23号、第30号：木原敏江
- 第13号、ヒロイン＆ヒーロー（1984）：青池保子
- 第14号、第18号、第20号、第22号、第24号、第26号、第28号：竹宮惠子
- 第15号、第32号、第35号、第37号- 第39号：名香智子
- 第21号：高口里純
- 第25号：佐藤史生
- 第27号：森脇真末味
- 第29号、第36号：中山星香
- 第31号：坂田靖子
- 第33号 、ヒロイン＆ヒーロー（1988）：文月今日子
- 第34号：有吉京子

花の24年組によるものが多い。

## 主な作家
- 青池保子
- 秋里和国
- 有吉京子
- 天野喜孝
- 樹なつみ
- 伊東杏里
- 鵜野絵美留
- 榎本由美
- 大島弓子
- おおやちき
- 岡野玲子
- 岸裕子
- 木原敏江
- 桐生操
- 酒井美羽
- ささやななえ
- 坂田靖子
- 佐藤史生
- 篠有紀子
- 高口里純
- 竹宮惠子
- たらさわみち
- 塚田智子
- 鳥図明児
- 名香智子
- 中島一恵
- 成毛厚子
- 萩尾望都
- 橋本多佳子
- 波津彬子
- 原田智子
- 坂東玉三郎
- 久掛彦見
- 文月今日子
- BELNE
- 魔木子
- まつざきあけみ
- 松苗あけみ
- 水記利古
- めるへんめーかー
- 森川久美
- 森村麻生
- 森脇真末味
- 山岸凉子
- 山田章博
- 山田ミネコ
- 吉野朔実
- 吉田秋生
- 渡辺多恵子など[1]。

『プチフラワー』（小学館）の執筆陣とも、大幅に重なる。

## 主な掲載作品
- 虹神殿 （鳥図明児）
- 水蓮運河 （鳥図明児）
- ゴドレイの恋人（森脇真末味）
- カノン（竹宮惠子）
- 七生子シリーズ（佐藤史生）
- この貧しき地上に（最上清良シリーズ）（佐藤史生）
- レディ・ギネヴィア（名香智子）
- バイエルンの天使（ぼくら少年合唱団） （たらさわみち）
- シ・ン・メ・ト・リ・ィ （たらさわみち）
- パエトーン（坂田靖子）
- マイルズ卿ものがたり（坂田靖子）
- 美術商マクグラン氏シリーズ（坂田靖子）
- ピンナップ・ベイビー（高口里純）
- エイリエルとエアリアンの詩（中山星香）
- 夜天の星特急（ミッドナイト・エキスプレス）（中山星香）
- 殺風景な午後（橋本多佳子）
- 消え去りしもの（岡野玲子）
- ファランドール（文月今日子）
- ドビッ氏の静かな日々（鵜野絵美留）
- 星田村姫女シリーズ（水記利古）
- うさぎ高原日記（山田ミネコ）